# Nicklas Amdi Pedersen
Nicklas Amdi Pedersen (né le 3 août 1993) est un coureur cycliste danois.

## Biographie
En décembre 2020, il termine troisième du premier championnat du monde de cyclisme esport, derrière Jason Osborne et son compatriote Anders Foldager,.
Il décide d’arrêter sa carrière de coureur cycliste professionnel à la fin de la saison 2024.

## Palmarès
- 2017
  - 2e de la Tobago Cycling Classic
  - 3e du Himmerland Rundt
- 2018
  - 2e de la Scandinavian Race Uppsala
  - 3e du Himmerland Rundt
- 2019
  - Classement général de la Post Cup
  - 2e du Fyen Rundt
- 2020
  - 3e du championnat du monde de cyclisme esport
- 2022
  - 3e étape du Randers Bike Week
  - 3e du Randers Bike Week
- 2023
  - 2e de la Fyen Rundt
- 2024
  - Ster van Zwolle

## Classements mondiaux
| Année                                 | 2013 | 2014 | 2015 | 2016  | 2017 | 2018  | 2019  | 2020 | 2021 | 2022  | 2023 | 2024  |
| ------------------------------------- | ---- | ---- | ---- | ----- | ---- | ----- | ----- | ---- | ---- | ----- | ---- | ----- |
| Classement mondial                    |      |      |      | 2071e | 882e | 1043e | 1149e | nc   | nc   | 1684e | 597e | 1053e |
| UCI Europe Tour                       | 972e | nc   | nc   | 1373e | 767e | 648e  | 809e  | nc   | nc   | 1107e | nc   | nc    |
| UCI America Tour                      | nc   | nc   | nc   | nc    | 133e | nc    |       |      |      |       |      |       |
|                                       |      |      |      |       |      |       |       |      |      |       |      |       |
| Légende : nc = non classéSource : UCI |      |      |      |       |      |       |       |      |      |       |      |       |